# Brzozowa (powiat Opatowski)
Brzozowa is een plaats in het Poolse district  Opatowski, woiwodschap Święty Krzyż. De plaats maakt deel uit van de gemeente Tarłów en telt 360 inwoners.